# Anna Chícherova
Anna Vladímirovna Chícherova (en ruso: А́нна Влади́мировна Чи́черова; 22 de julio de 1982 en Ereván, Armenia) es una atleta rusa de 1,78 m de altura y 53 kg de peso, especiazada en salto de altura, prueba en la que ha logrado ser campeona mundial en 2011 y campeona olímpica en 2012.

## Biografía
Aunque nació en Armenia, a principios de los años ochenta se trasladó a vivir a Rusia con su familia, y compite por este país.
Se dio a conocer en 2003 cuando consiguió saltar 2,04 m en la ciudad rusa de Ekaterimburgo, que era la tercera mejor marca mundial de todos los tiempos en pista cubierta, solo por detrás de la alemana Heike Henkel (2,07) y de la búlgara Stefka Kostadinova (2,09). Actualmente es quinta en ese ranking.
Reside habitualmente en Moscú y pertenece al CSKA Moscú. Su entrenador es Yevgueni Zagorulko.

## Resultados
- Mundiales Juveniles de Bydgoszcz 1999 - 1.ª (1'89)
- Mundiales Junior de Santiago de Chile 2000 - 4.ª (1'85)
- Universiada de Beijing 2001 - 8.ª (1'85)
- Mundiales Indoor de Birmingham 2003 - 3.ª (1'99)
- Mundiales de París 2003 - 6.ª (1'95)
- Mundiales Indoor de Budapest 2004 - 2.ª (2'00)
- Juegos Olímpicos de Atenas 2004 - 6.ª (1'96)
- Europeos Indoor de Madrid 2005 - 1.ª (2'01)
- Mundiales de Helsinki 2005 - 4.ª (1'96)
- Europeos de Gotemburgo 2006 - 7.ª (1'95)
- Juegos Olímpicos Londres 2012 - 1.ª (2'05)

## Mejores marcas
- Aire libre - 2,07 m (Cheboksary, 22 de julio de 2011)
- Pista cubierta - 2,06 m (Arnstadt, 4 de febrero de 2012)